# Can You Ever Forgive Me?
Can You Ever Forgive Me? er en amerikansk biografisk dramafilm fra 2018, instrueret af Marielle Heller og skrevet af Nicole Holofcene og Jeff Whitty, baseret på forfatteren Lee Israels biografi med samme navn fra 2008.

## Medvirkende
- Melissa McCarthy som Lee Israel
- Richard E. Grant som Jack Hock
- Dolly Wells som Anna
- Jane Curtin som Marjorie
- Anna Deavere Smith som Elaine
- Stephen Spinella som Paul
- Ben Falcone som Alan Schmidt
- Shae D'Lyn som Nell
- Michael Cyril Creighton som Harry
- Kevin Carolan som Tom Clancy
- Marc Evan Jackson som Lloyd
- Tim Cummings som Craig
- Christian Navarro som Kurt
- Joanna Adler som Arlene
- Erik LaRay Harvey som Agent Solonas
- Gregory Korostishevsky som Andre
- Brandon Scott JonesvGlen
- Mary McCann som Judge

## Eksterne Henvisninger
- Can You Ever Forgive Me? på Internet Movie Database (engelsk)
- Can You Ever Forgive Me? på AlloCiné (fransk)
- Can You Ever Forgive Me? på MovieMeter (nederlandsk)
- Can You Ever Forgive Me? på AllMovie (engelsk)
- Can You Ever Forgive Me? på Turner Classic Movies (engelsk)
- Can You Ever Forgive Me? på The Movie Database (engelsk)
- Can You Ever Forgive Me? på Rotten Tomatoes (engelsk)
- Can You Ever Forgive Me? på Metacritic (engelsk)
- Can You Ever Forgive Me? på Box Office Mojo (engelsk)
- Can You Ever Forgive Me? på Filmaffinity (engelsk)